# Prosimulium jeanninae
Prosimulium jeanninae är en tvåvingeart som beskrevs av Peterson 1990. Prosimulium jeanninae ingår i släktet Prosimulium och familjen knott.
Artens utbredningsområde är Colorado. Inga underarter finns listade i Catalogue of Life.